# Коналл Гулбан
Коналл Гулбан (др.‑ирл. Conall Gulban; погиб в 464) — ирландский правитель, который основал в V веке королевство Кенел Конайлл (позднейшее Тирконнелл), получившее название по его имени.

## Биография

### Исторические источники
Исторические источники о Коналле Гулбане делятся на две группы. Первая объединяет ирландские анналы, тексты агиографического и генеалогического характера, наиболее ранние из которых датируются VII веком, вторая — литературные тексты, комплекс которых окончательно сложился не ранее XVI века. Свидетельства второй группы источников современные историки считают почти полностью исторически недостоверными. Относительно же первой группы источников существует мнение, что, хотя в них и содержатся данные о реально происходивших в Ирландии V века событиях, однако часть этих свидетельств ещё в Раннее Средневековье была искажена в целях прославления представителей рода Уи Нейллов, к которым принадлежал и Коналл Гулбан.

### Происхождение
В средневековых генеалогиях Коналл Гулбан называется одним из четырнадцати сыновей верховного короля Ирландии Ниалла Девять Заложников и его супруги Ригнах инген Медайб из ульстерского септа Дал Фиатах. К сыновьям Ниалла авторы генеалогий возводили происхождение различных ветвей династии Уи Нейллов. Однако современные исследователи подвергают сомнению эти данные, считая, что мнение средневековых авторов о родственных связях ранних Уи Нейллов является во многом ошибочным. Возможно, наиболее достоверными являются сведения о принадлежности к сыновьям Ниалла Девять Заложников Лоэгайре, Кайрпре, Фиаху и Коналла, хотя и в отношении них имеются проблемы хронологического характера. О том, кто был этим Коналлом, Коналл Гулбан или его одноимённый брат Коналл Кремтайнне, точных сведений в средневековых источниках нет. На основании схожести преданий о их происхождении высказывается предположение, что они могли быть тождественны друг другу, и только в сочинениях позднейших ирландских авторов, находившихся под влиянием правителей различных ветвей династии Уи Нейллов, сведения о реально существовавшем Коналле были разделены между двумя лицами. Однако более распространённым является мнение о существовании у Ниалла Девять Заложников двух сыновей по имени Коналл. Хотя некоторые из источников называют Коналла Гулбана старшим сыном Ниалла, более вероятно, что Коналл был одним из младших сыновей этого верховного короля Ирландии.
Прозвище Коналла — «Гулбан» — происходит от названия горы Бен-Балбен в современном графстве Слайго, откуда сыновья Ниалла отправились в поход для завоевания севера острова.

### Завоевание северо-ирландских земель
Наиболее достоверным фактом из жизни Коналла Гулбана историки считают его участие в завоевании Уи Нейллами земель на севере Ирландии. Около 428 года по приказу отца Коналл вместе со своими братьями Эоганом и Эндой начал войну с королевством Ульстер. Род Уи Нейллов, к которому принадлежал Ниалл и его сыновья, уже долгое время боролся с ульстерцами за власть над северными землями острова. В новой войне успех сопутствовал Уи Нейллам. Благодаря переходу на их сторону некоторых подчинённых правителям Ульстера племён (в том числе, жителей Айргиаллы), трём сыновьям Ниалла и их союзникам-коннахтцам удалось разбить ульстерцев и захватить обширные области, примыкающие к северному побережью Ирландии. Этим походом был положен конец доминированию Ульстера в северной части острова.
Братья поделили между собой завоёванные земли, основав здесь три королевства: Коналл стал править в Кенел Конайлл, включавшем бо́льшую часть современного Донегола, Эоган — в Кенел Эогайн, позднее получившем название Айлех, а Энда — в Кенел Эндай. Их потомки владели этими землями в течение большей части Средневековья.

### Предания и легенды
Эти сведения значительно дополняются свидетельствами средневековых преданий, связанных с родом правителей Тирконнелла. В этих легендах Коналл Гулбан описывается как великий воин, побеждавший своих врагов во многих битвах. Согласно преданиям, ещё ребёнком Коналл был отдан отцом в качестве почётного заложника своему брату, королю Коннахта Фиахре мак Эхаху. Тот в свою очередь отдал мальчика на воспитание правителю септа Кайрайге Муйредаху. Когда Коналл уже возмужал, между Ульстером и Коннахтом началась война. Во время одного из набегов ульстерцев Муйредах погиб, после чего Коннал, желая отомстить за смерть воспитателя, обратился к своим родичам за военной помощью. Поддержку ему оказали его братья, Лоэгайре, Эоган, Кайрпре и Энда, а также дяди, Фиахра и Брион. В битве при Ат Кро (современном Баллишанноне) союзники одержали победу, а Коналл собственноручно казнил ульстерского короля Кана. Вскоре, благодаря личному мужеству Коналла Гулбана, сыновья короля Ниалла при Круахан Дрома Лигене (современном Лиффорде) нанесли своим противникам решающее поражение, позволившее Уи Нейллам закрепиться на землях северной Ирландии. Возможно, эти же события нашли отражение и в легендах о разрушении Эмайн Махи тремя братьями Коллами.
Предания так же сообщают, что уже после победы над Ульстером Коналл Гулбан оказался вовлечённым в войну между своими дядями, Фиахрой и Брионом, выступив на стороне первого. Первоначально успех сопутствовал Бриону, пленившему Фиахру. Однако затем Коналлу и сыну Фиахры Нат И удалось одержать две победы над Брионом и убить его в битве при Дамхлуайне (около Туама). Также в преданиях содержатся сведения о победе Коналла Гулбана над мунстерским королём Лугайдом. Некоторые исторические источники сообщают, что после смерти Нат И Коналлу был предложен титул верховного короля Ирландии, но тот отказался в пользу своего брата Лоэгайре.

### Принятие христианства
Согласно «Трёхчастному житию святого Патрика», Коналл Гулбан первым из сыновей Ниалла Девять Заложников отрёкся от язычества. Он стал первым ирландцем королевских кровей, обращённым в христианство этим «апостолом Ирландии». Патрик лично крестил Коналла, который в качестве ответного дара предоставил святому место для строительства церкви в Домнах Фадрайге (современном Донапатрике).
Позднейшие предания приписывали святому Патрику нанесение на щит Коналла красного креста, ставшего гербом династии правителей Тирконнелла.

### Семья
Коналл Гулбан был женат на лейнстерской принцессе Эйтне. Детьми от этого брака были Фергус Длинноголовый, наследовавший отцу на престоле Кенел Конайлл, Дауи — основатель септа Кенел Дуах, Энна Богайн — основатель Кенел Богайн, а также Энгус, Эоху, Нат И и Руман.

### Смерть
Король Коналл Гулбан погиб в селении Маг Слехт (др.‑ирл. Magh Slécht; в современном графстве Каван) в 464 году. Узнав, что люди из подчинённых племён украли лошадей из резиденции верховных королей Ирландии в Таре, он с немногочисленной свитой бросился в погоню за похитителями, но попал в засаду и был ими убит. Коналл Гулбан был похоронен святым Кайллином в Фенее. Возможно, что это убийство стало местью ирландцев-язычников королю-христианину.
«Анналы четырёх мастеров» сообщают, что брат Коналла, Эоган мак Нейлл, настолько сильно скорбел по скончавшемуся брату, что уже в 465 году умер от горя.

### В художественной литературе
В XVI веке анонимный автор написал рыцарский роман о подвигах Коналла Гулбана — «Eacharta Chonaill Gulban». В нём повествовалось о путешествии Коналла в поисках своей похищенной невесты по странам Европы и Азии от Каледонии до Сирии, его битвах с великанами и чудовищами и победоносном возвращении в родную Ирландию. В эпоху романтизма это сочинение получило широкую известность, что сделало Коналла Гулбана одним из популярнейших ирландских народных героев.